# Born to Be Yours
Born to Be Yours is een nummer van het Noorse dj Kygo en de Amerikaanse indierockband Imagine Dragons uit 2018.
"Born to Be Yours" is een optimistisch nummer over die ene persoon vinden die alles in je leven beter maakt, en jou compleet doet voelen. De liedverteller zingt dat nadat hij zijn zoektocht naar liefde al keer op keer heeft opgegeven, eindelijk de liefde van zijn leven heeft gevonden. Het nummer werd vooral in Europa een hit. Zo bereikte het de 4e positie in Kygo's thuisland Noorwegen. Maar in de Verenigde Staten, het thuisland van Imagine Dragons, flopte het met een 74e positie in de Billboard Hot 100. In het Nederlandse taalgebied werd de plaat wel weer een bescheiden hit; met een 16e positie in de Nederlandse Top 40, en een 41e positie in de Vlaamse Ultratop 50.

## Tracklijst
- Muziekdownload

1. "Born to Be Yours" - 3:13